# Moreilândia
Moreilândia este un oraș în Pernambuco (PE), Brazilia.